# Euglossopteryx
Euglossopteryx es un género extinto de la familia Apidae, conocido por un solo fósil de Norteamérica. Hay una sola especie descrita Euglossopteryx biesmeijeri.

## Descripción
El fósil E. biesmeijeri es una hembra preservada con una vista dorsal del cuerpo, alas abiertas y sin cabeza. La longitud del cuerpo no se puede determinar por la curvatura del ejemplar y por la falta de cabeza, aunque el mesosoma es de 4,00 mm. Las metatibias (tibias de las patas posteriores) son de 4,23 mm, con una reconocible canasta de polen (corbícula) con setas en los bordes. La coloración original y el diseño se han perdido, así, si tenían brillo verde metálico como las Euglossini actuales, no se puede saber. Las alas anteriores tienen una célula marginal y tres células debajo de esta, llamadas células submarginales. El extremo de la célula marginal es redondeado. La segunda y tercera células marginales juntas son más largas que la primera célula marginal, que es la más larga de las tres. El pterostigma está presente pero no bien conservado, lo cual impide observaciones más detalladas.
E. biesmeijeri es una de cuatro abejas descritas por Dehon y su equipo en un artículo de PLOS ONE. Las otras especies son: Bombus cerdanyensis, Andrena antoinei y Protohabropoda pauli.